# Distretto di Namarroi
Il distretto di Namarroi è un distretto del Mozambico, facente parte della Provincia di Zambezia.